# Gyöngyöshalász
Gyöngyöshalász is een plaats (község) en gemeente in het Hongaarse comitaat Heves. Gyöngyöshalász telt 2633 inwoners (2002).